# Kim Ji-hyon
Kim Ji-hyon (* 11. Januar 1995) ist ein ehemaliger südkoreanischer Freestyle-Skier. Er startete in den Buckelpisten-Disziplinen Moguls und Dual Moguls.

## Werdegang
Kim trat international erstmals bei den Weltmeisterschaften 2011 im Deer Valley in Erscheinung. Dort belegte er den 30. Platz im Moguls. Im Februar 2012 nahm er in Jilin Beida Lake erstmals am Freestyle-Skiing-Weltcup teil und errang  dabei den 33. Platz im Moguls. In den folgenden Jahren belegte er bei den Weltmeisterschaften 2013 in Voss den 40. Platz im Moguls sowie den 33. Rang im  Dual Moguls, bei den Weltmeisterschaften 2015 am Kreischberg den 29. Platz im Dual Moguls sowie den 26. Rang im Moguls und bei der Winter-Universiade 2015 in der Sierra Nevada den vierten Platz im Moguls. Zudem fuhr er bei den Juniorenweltmeisterschaften 2012 in Chiesa in Valmalenco auf den 32. Platz im Dual Moguls sowie auf den 23. Rang im Moguls, bei den Juniorenweltmeisterschaften 2014 in Chiesa in Valmalenco auf den 17. Platz im Moguls sowie auf den 13. Rang im Dual Moguls und errang in der Saison 2015/16 mit dem 32. Platz im Moguls-Weltcup sein bestes Gesamtergebnis. In der Saison 2016/17 erreichte er in Calgary mit dem 17. Platz im Moguls-Wettbewerb seine beste Platzierung im Weltcup und wurde bei den Winter-Asienspielen 2017 in Sapporo Zehnter im Dual Moguls sowie Achter im Moguls. Beim Saisonhöhepunkt, den Freestyle-Skiing-Weltmeisterschaften 2017 in der Sierra Nevada, belegte er den 33. Platz im Dual Moguls. In der Saison 2017/18 absolvierte er in Tazawako seinen 52. und damit letzten Weltcup, welchen er auf dem 19. Platz im Moguls beendete und kam bei den Olympischen Winterspielen im Februar 2018 in Pyeongchang auf den 27. Platz im Moguls.

## Erfolge

### Olympische Spiele
- 2018 Pyeongchang: 27. Platz Moguls

### Weltmeisterschaften
- 2011 Deer Valley: 30. Platz Moguls
- 2013 Voss: 33. Platz Dual Moguls, 40. Platz Moguls
- 2015 Kreischberg: 26. Platz Moguls, 29. Platz Dual Moguls
- 2017 Sierra Nevada: 33. Platz Dual Moguls

### Weltcupwertungen
| Saison  | Gesamt | Gesamt | Moguls | Moguls |
| Saison  | Platz  | Punkte | Platz  | Punkte |
| ------- | ------ | ------ | ------ | ------ |
| 2012/13 | -      | -      | 58.    | 6      |
| 2014/15 | -      | -      | 52.    | 3      |
| 2015/16 | 168.   | 4,38   | 32.    | 35     |
| 2016/17 | 186.   | 4,45   | 35.    | 49     |
| 2017/18 | 246.   | 2,10   | 40.    | 21     |

### Juniorenweltmeisterschaften
- 2012 Chiesa in Valmalenco: 23. Platz Moguls, 32. Platz Dual Moguls
- 2014 Chiesa in Valmalenco: 13. Platz Dual Moguls, 17. Platz Moguls

### Weitere Erfolge
- Winter-Universiade 2015: 4. Platz Moguls
- Winter-Asienspiele 2017: 8. Platz Moguls, 10. Platz Dual Moguls